# 41-й саміт G7

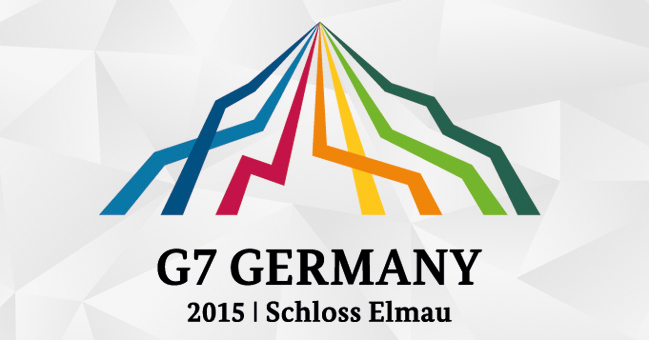
Офіційний логотип 41-го саміту

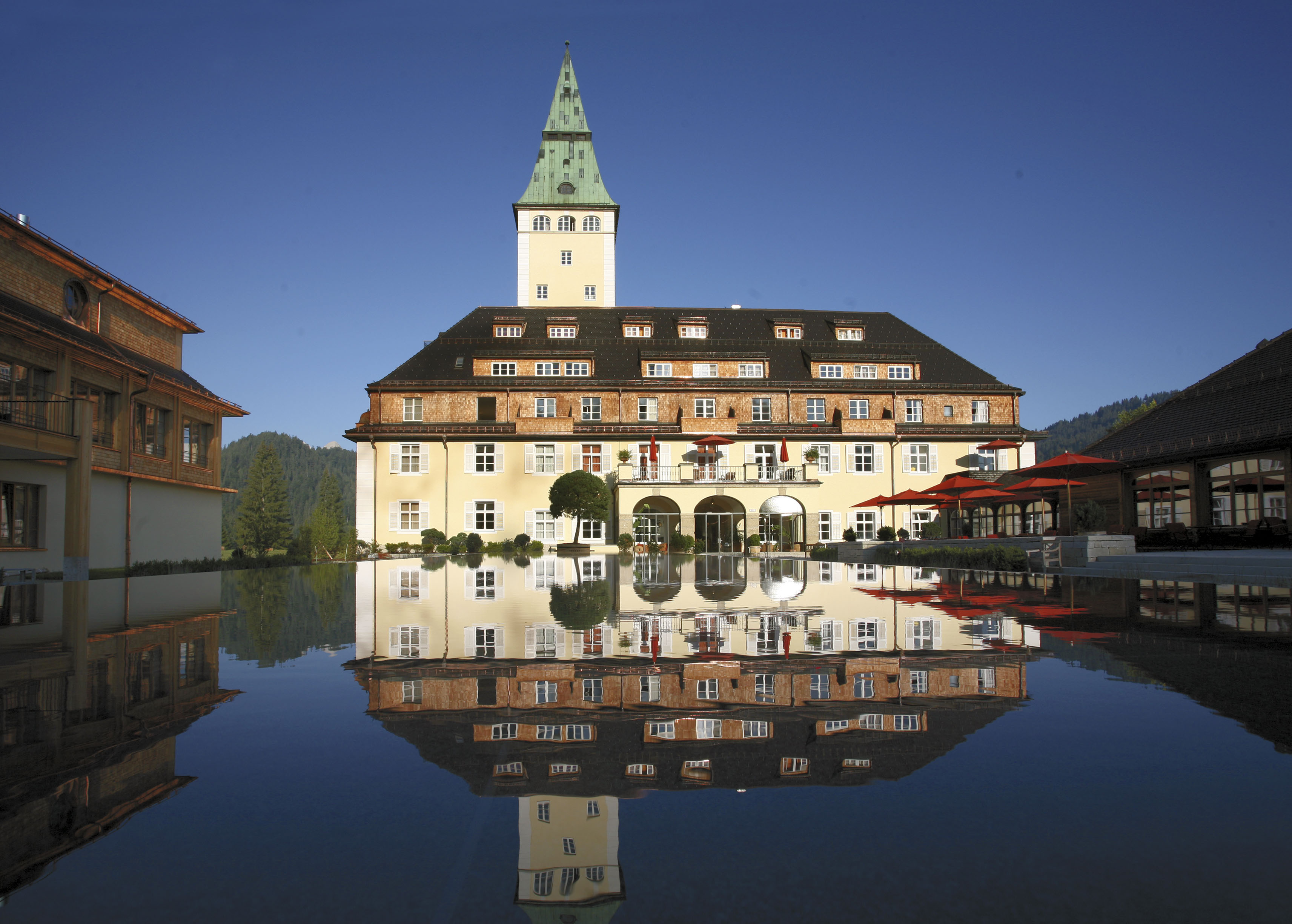
Замок Ельмау — місце проведення саміту

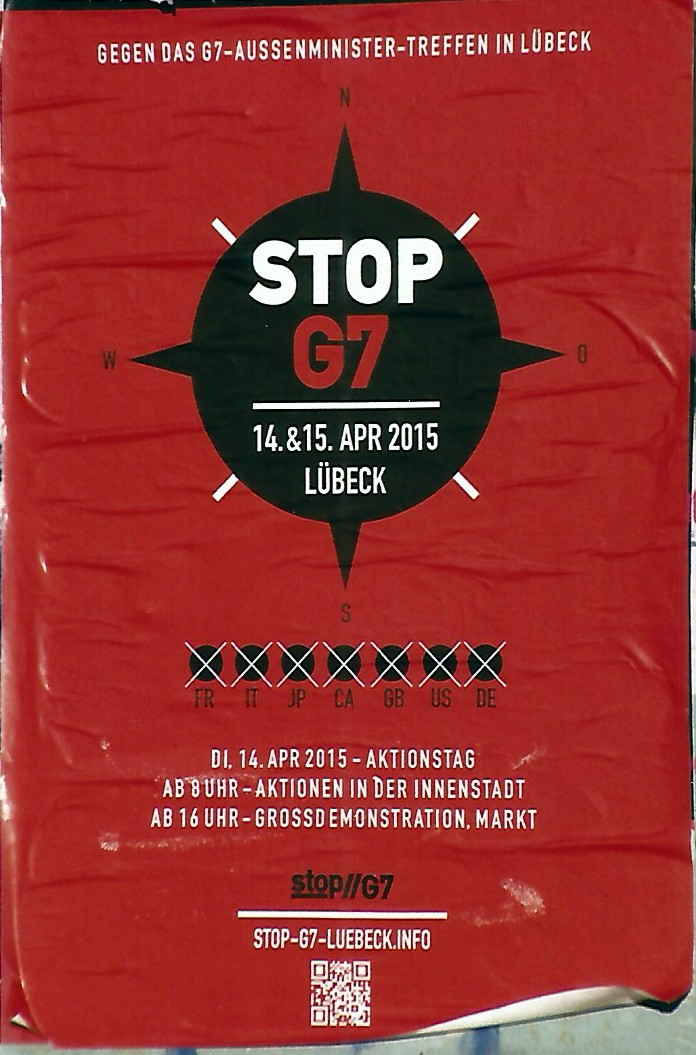
спроби зірвати

41-й саміт Великої сімки — зустріч на вищому рівні керівників держав Великої сімки, був проведений 7 червня—8 червня 2015 року в замку Ельмау поблизу баварського курортного містечка Гарміш-Партенкірхена (Німеччина). На саміті обговорили захист клімату, світову торгівлю, боротьбу з тероризмом, підтримку жінок та допомогу розвитку країн. Також на порядку денному — ситуація в Україні, викликана війною на сході України та агресією Росії, та ситуація у Греції, викликана тривалою економічною кризою в цій країні.

## Підготовка до саміту
У процесі підготовки до саміту було заявлено, що Росія має шанси повернутися до формату Великої сімки, виконавши Мінську угоду щодо припинення війни на Сході України. Щоправда, прем'єр-міністр Канади напередодні саміту заявив — допоки в Кремлі буде Путін, доти Росії не місце в клубі провідних світових економік.
За добу до початку саміту прем'єр-міністр Японії Сіндзо Абе і прем'єр-міністр Канади Стівен Гарпер з офіційними візитами відвідали Україну.
За добу до початку саміту відбулись протести антиглобалістів, які стали традиційними на заходах подібного рівня.

## Учасники
| Члени G7          |                   |                      |                          |
| Учасник           | Учасник           | Представляє          | Посада                   |
| Канада            | Канада            | Стівен Гарпер        | Прем'єр-міністр          |
| Франція           | Франція           | Франсуа Олланд       | Президент                |
| Німеччина         | Німеччина         | Ангела Меркель       | Канцлер                  |
| Італія            | Італія            | Маттео Ренці         | Прем'єр-міністр          |
| Японія            | Японія            | Сіндзо Абе           | Прем'єр-міністр          |
| Велика Британія   | Велика Британія   | Девід Камерон        | Прем'єр-міністр          |
| США               | США               | Барак Обама          | Президент                |
| Європейський Союз | Європейський Союз | Жан-Клод Юнкер       | Президент ЄС             |
| Європейський Союз | Європейський Союз | Дональд Туск         | Голова Європейської Ради |
| Гості             |                   |                      |                          |
| Гість             | Гість             | Представляє          | Посада                   |
| Ефіопія           | Ефіопія           | Хайлемаріам Десалень | Прем'єр-міністр          |
| Ірак              | Ірак              | Хайдер ал-Абаді      | Прем'єр-міністр          |
| Ліберія           | Ліберія           | Елен Джонсон-Серліф  | Президент                |
| Сенегал           | Сенегал           | Макі Салл            | Президент                |
| Нігерія           | Нігерія           | Мохаммаду Бухарі     | Президент                |
| Туніс             | Туніс             | Беджі Каїд Ес-Себсі  | Президент                |

## Порядок денний
Німецька сторнона, як головуюча на саміті G7, оголосила такий порядок денний.

### Основні теми для саміту
Саміт G7 2015 в замку Ельмау зосередиться на глобальній економіці, а також на ключових питаннях, що стосуються зовнішньої, безпекової та політики розвитку. Додатково буде обговорено майбутні засідання ООН у 2015 році, а також питання, які потрібно буде винести на обговорення після 2015 року.
Інші ключові питання будуть стосуватися:
- Захисту морського середовища, морського врядування та ефективності використання ресурсів,
- Стійкості до антибіотиків, недооцінені хвороби і захворювання, пов'язані з бідністю, а також Ебола,
- Стандартів роздрібної торгівлі та постачання,
- Наснаження самостійно зайнятих жінок і жінок, які пройшли професійне навчання.

Лідери країн G7 обговорять енергетичну безпеку, в тому числі в рамках Римської енергетичної ініціативи G7. Ініціатива G7 щодо енергії та енергетичної безпеки була започаткована на зустрічі міністрів енергетики країн G7, проведеній в Римі у травні 2014 року, на якій було досягнуто угоди про більш скоординовані заходи задля посилення енергетичної безпеки. На саміті в червні 2014 року лідерами країн G7 були затверджені принципи і анонсовані заходи в рамках Римської енергетичної ініціативи G7.
Крім того, вони будуть продовжувати поточний процес G7 щодо політики в галузі розвитку.

### Спільнота спільних цінностей
Країни Великої сімки несуть особливу відповідальність, коли справа доходить до формування майбутнього нашої планети. У спільноті спільних цінностей, G7 повинні працювати в напрямку встановлення миру та безпеки і забезпечення людям можливості самостійно визначати своє життя. Свобода і права людини, демократія і верховенство права, мир і безпеку, процвітання і сталий розвиток є основоположними принципами, узгодженими Великою сімкою. «Глави держав і урядів G7 не допускають незаконної анексії Криму Російською Федерацією. Як спільнота цінностей, вони, отже, вирішили проводити свої засідання без Росії до подальшого повідомлення».

### Зовнішня політика та політика безпеки
Зобов'язання країн G7 проводити спільну зовнішню політику та політику безпеки є надзвичайно важливим, враховуючи численні політичні кризи у всьому світі. У березні 2014 Велика сімка заявила, що в даний час не бачить сенсу обговорювати будь-що з Росією в контексті G8. З тих пір зустрічі тривали у форматі G7.
15 квітня 2015 року міністри закордонних справ G7 зачепили в їх заключному комюніке значну кількість міжнародних криз і загальних проблем, з якими в даний час стикається міжнародного співтовариство. Особливу увагу було також приділено питанню клімату та безпеки. Міністри схвалили дослідницький документ «Новий клімат для миру: Вжити заходів щодо кліматичних ризиків і вразливостей», який «аналізує складні ризики кліматичних змін і їх вплив на вразливі країни і регіони, визначає критичні шляхи, через які зміни клімату, ймовірно, мають значні взаємодії зі стабільністю і нестабільністю держав і суспільств, і рекомендує урядам G7 привести свої зусилля до спільного знаменника підвищення стійкості і зниження крихкості перед викликами глобальних кліматичних змін».

### Стійке економічне зростання і вільна торгівля
Країни G7 є ключовими учасниками міжнародних економічних відносин, і таким чином вони несуть велику відповідальність за створення надійних, стійких і життєздатних глобальних економічних умов. Динамічного і сталого зростання у промислово розвинених, нових індустріальних країнах і країнах, що розвиваються, легше домогтися, якщо ці країни домовились щодо основних принципів економічного розвитку, прикордонної торгівлі та ефективної, раціональної архітектури фінансових ринків. Ось чому G7 продовжуватимуть працювати в напрямку створення сприятливих умов орієнтованих на стабільність у довгостроковій перспективі для того, щоб сприяти динамічному, сталому економічному зростанню. Стабільні фінанси, відкриті глобальні ринки і добре функціонуючий ринок праці відіграють ключову роль у цьому. Держави G7 будуть разом продовжувати сприяти розвитку міжнародної торгівлі.

### Діалог з громадянським суспільством
Лідери G7 мають намір підтримувати африканські країни в їх зусиллях щодо реформування і таким чином закласти основи для миру і безпеки, зростання та сталого розвитку на африканському континенті. Саме тому вони запросять керівників держав та урядів, насамперед, з країн Африки, приєднатися до них на другий день саміту. Разом із ними вони братимуть участь у широкому діалогу щодо Африки і питань глобальної політики.
Канцлер Німеччини також планує провести широкий інклюзивний діалог з громадянським суспільством в контексті головування Німеччини в G7. У рамках інформаційно-пропагандистського процесу Ангела Меркель зустрінеться з представниками наукового співтовариства, бізнесу і профспілок, а також неурядових організацій та молоді з країн G7.